# 劉雲飛
劉 雲飛（ピン音:Liu Yunfei, 1979年5月8日 - ）は、中華人民共和国・天津市出身の元サッカー選手。現役時代のポジションはゴールキーパー。

## 来歴

### クラブ
1999年に天津泰達足球倶楽部でプロキャリアをスタートさせた。
2002年リーグ最優秀GKに選ばれ、同年代表デビュー。2003年以降はアリー・ハーン監督のもと代表の正GKつとめ、2004アジアカップ準優勝にも貢献した。
2006年より、上海緑地申花足球倶楽部に移籍した。しかし同年中に突如出場停止、給与停止、練習参加停止処分をくらい、解雇。実質この年で彼のキャリアは終了した。
翌年3月、劉は麻薬摂取の容疑で警察に逮捕された[1]、その後2013,14年にも再犯しており若くしてキャリアを終えた原因は麻薬だったと周知された。

## 所属クラブ
- 天津泰達足球倶楽部 1999-2005
- 上海緑地申花足球倶楽部 2006-2007